# Daniela Silivaș
Viorica Daniela Silivaș-Harper (Deva, 9 maggio 1972) è un'ex ginnasta rumena.

## Biografia
Ha iniziato ad allenarsi a sei anni sotto la guida di Béla Károlyi, lo stesso allenatore che rese vincente Nadia Comăneci. Dopo aver vinto diverse medaglie ai campionati giovanili, entrò a far parte nel 1985 della Nazionale di Ginnastica artistica ma, per potervi prendere parte, le cambiarono la data di nascita. La falsificazione venne scoperta soltanto nel 2002, su stessa ammissione della stessa Daniela. Ai Giochi olimpici di Seoul 1988 è diventata la quarta ginnasta di sempre capace di vincere una medaglia in ciascun evento nella competizione femminile dopo Marija Gorochovskaja (1952), Larisa Latynina (1960, 1964) e Věra Čáslavská (1968)
Silivas è stata anche la prima ginnasta nella storia capace di vincere tre titoli olimpici e mondiali individuali in tre dei quattro attrezzi: parallele asimmetriche e corpo libero (Giochi olimpici 1988, Campionati del mondo 1987 e 1989) e trave (Giochi olimpici 1988, Campionati del mondo 1985 e 1989), un risultato eguagliato solo da Simone Biles 20 anni più tardi. Ha vinto 16 medaglie olimpiche e mondiali, di cui 10 d'oro. Nel 1987 ha dominato i Campionati Europei di Mosca, ottenendo medaglie in ogni singolo evento: 4 ori (concorso individuale, parallele, trave e corpo libero) e argento al volteggio. Nella sua carriera ha ottenuto 24 volte il punteggi perfetto di 10.00. Sette di questi 10.00 li ha ricevuti a Seul, eguagliando il record di Nadia Comăneci del 1976.

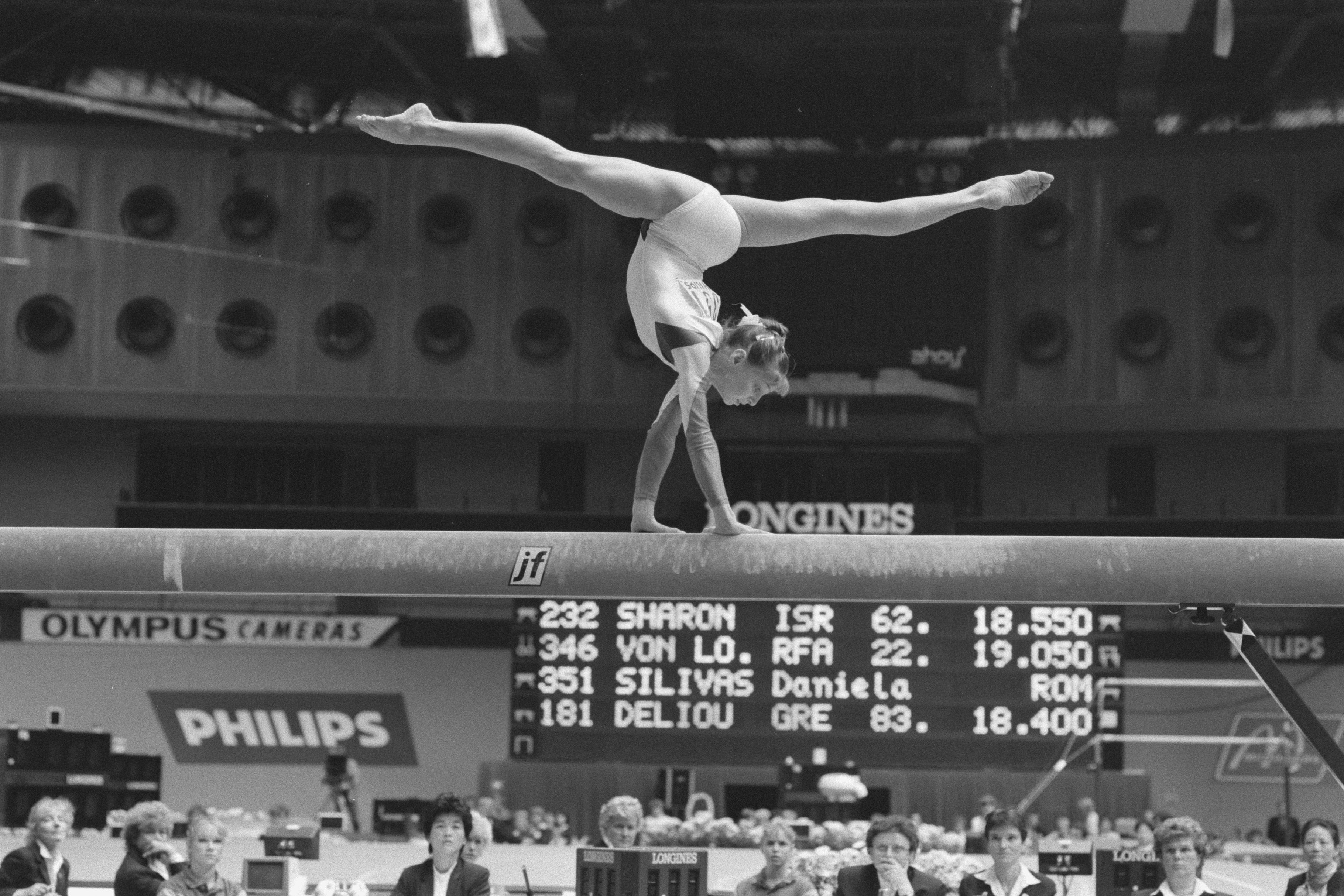
Silivas al Campionato del mondo 1987

Silivas è stata scelta come una delle "dieci migliori ginnaste a tutto tondo di tutti i tempi" in un sondaggio sulla rivista Inside Gymnastics.
Un grave infortunio al ginocchio e la chiusura del Centro nazionale di formazione di Deva durante la Rivoluzione romena del 1989 hanno spinto Silivas al ritiro, ufficializzato nel 1991. Si è trasferta ad Atlanta, in Georgia, dove vive con il marito e tre figli e lavora come allenatrice di ginnastica. Nel 2002 è stata inserita nella International Gymnastics Hall of Fame.

## Risultati[3]
| Anno   | Evento                                           | A squadre | Individuale | VT     | UB     | BB     | FX     |
| Junior | Junior                                           | Junior    | Junior      | Junior | Junior | Junior | Junior |
| ------ | ------------------------------------------------ | --------- | ----------- | ------ | ------ | ------ | ------ |
| 1981   | Daciada (Category IV)                            |           | 1           |        |        |        |        |
| 1982   | Junior Romanian National Championships           |           | 1           | 1      |        | 1      | 1      |
| 1982   | Peace Cup                                        |           | 1           |        |        |        |        |
| 1982   | Romanian Cup (Category III)                      |           | 1           |        |        |        |        |
| 1983   | International Junior Championships               |           | 1           |        |        | 4      | 1      |
| 1983   | Romanian National Championships (Category II)    |           | 1           |        |        |        |        |
| 1984   | Blume Memorial                                   |           | 1           |        |        |        |        |
| 1984   | Coca-Cola International                          |           | 2           |        | 3      | 3      |        |
| 1984   | Junior Balkan Championships                      |           | 1           |        |        |        |        |
| 1984   | Junior European Championships                    |           | 4           |        | 2      | 1      | 2      |
| 1984   | Junior Friendship Tournament (Druzhba)           | 2         | 1           |        | 1      | 4      | 3      |
| 1984   | Moscow News                                      |           | 8           | 8      |        | 1      | 5      |
| 1984   | Paris Grand Prix                                 |           | 2           |        |        | 1      |        |
| 1984   | Riga International                               |           | 2           | 1      | 2      | 2      | 1      |
| Senior |                                                  |           |             |        |        |        |        |
| 1985   | McDonald's American Cup                          |           | 3           |        |        | 1      |        |
| 1985   | Balkan Championships                             | 1         | 1           |        | 2      | 3      | 2      |
| 1985   | Champions All                                    |           | 1           |        |        |        |        |
| 1985   | DTB Cup                                          |           | 5           |        | 5      | 1      | 1      |
| 1985   | ESP-ROM Dual Meet                                | 1         | 1           |        |        |        |        |
| 1985   | Campionati europei 1985                          |           | 8           |        |        | 5      | 3      |
| 1985   | FRG-ROM-SUI Tri-Meet                             | 1         | 3           |        |        |        |        |
| 1985   | Gander Memorial                                  |           | 2           |        |        |        |        |
| 1985   | HOL-ROM Dual Meet                                | 1         | 2           |        |        |        |        |
| 1985   | International Championships of Romania           |           | 1           |        |        |        |        |
| 1985   | International Mixed Pairs                        | 3         |             |        |        |        |        |
| 1985   | Romanian National Championships                  |           | 2           |        |        | 1      | 1      |
| 1985   | ROM-CSSR Dual Meet                               | 1         | 4           |        |        |        |        |
| 1985   | Campionati mondiali di ginnastica artistica 1985 | 2         | 7           |        |        | 1      | 4      |
| 1986   | Ahoy Cup                                         |           |             | 3      | 1      |        | 1      |
| 1986   | Antibes International                            |           | 1           |        |        |        | 1      |
| 1986   | Balkan Championships                             | 1         | 1           |        | 1      | 1      |        |
| 1986   | DTB Cup                                          |           | 1           |        | 1      | 1      | 1      |
| 1986   | ESP-ROM-BUL Tri-Meet                             |           | 1           |        |        |        |        |
| 1986   | International Championships of Romania           |           | 1           |        | 2      | 1      | 1      |
| 1986   | Romanian National Championships                  |           | 1           |        | 1      | 1      |        |
| 1986   | ROM-CSSR Dual Meet                               | 1         | 1           |        |        |        |        |
| 1986   | World Cup 1986                                   |           | 2           | 4      | 3      | 2      | 4      |
| 1987   | Avignon International                            |           | 1           |        |        |        |        |
| 1987   | DTB Cup                                          |           | 1           | 2      | 3      | 1      | 1      |
| 1987   | Campionati europei 1987                          |           | 1           | 2      | 1      | 1      | 1      |
| 1987   | Gander Memorial                                  |           | 2           |        |        |        |        |
| 1987   | ITA-ROM Dual Meet                                | 1         | 3           |        |        |        |        |
| 1987   | Romanian National Championships                  |           | 1           |        | 1      | 1      | 1      |
| 1987   | SUI-ROM Dual Meet                                | 1         | 2           |        |        |        |        |
| 1987   | Swiss Cup                                        |           | 1           |        |        |        |        |
| 1987   | Campionati mondiali di ginnastica artistica 1987 | 1         | 3           |        | 1      |        | 1      |
| 1988   | Chunichi Cup                                     |           | 1           | 1      | 1      | 1      | 1      |
| 1988   | DTB Cup                                          |           | 1           | 2      | 2      | 1      | 1      |
| 1988   | International Championships of Romania           |           | 1           | 2      | 1      |        |        |
| 1988   | Giochi olimpici 1988                             | 2         | 2           | 3      | 1      | 1      | 1      |
| 1988   | ROM-CSSR-SUI Tri-Meet                            | 1         | 1           |        |        |        |        |
| 1988   | Tokyo Cup                                        |           |             |        | 1      |        | 1      |
| 1989   | Blume Memorial                                   |           | 1           |        |        |        |        |
| 1989   | Chunichi Cup                                     |           | 4           |        |        |        |        |
| 1989   | Campionati europei 1989                          |           | 2           | 4      | 2      | 3      | 1      |
| 1989   | French International                             |           | 1           | 6      | 3      | 1      | 3      |
| 1989   | International Championships of Romania           |           | 1           | 2      | 1      | 1      | 1      |
| 1989   | Tokyo Cup                                        |           |             |        |        | 7      |        |
| 1989   | Campionati mondiali di ginnastica artistica 1989 | 2         | 12          |        | 1      | 1      | 1      |
| 1991   | World Professional Championships                 |           |             |        |        | 6      | 6      |